# Trichohoplorana juglandis
Trichohoplorana juglandis là một loài bọ cánh cứng trong họ Cerambycidae.